# Dorcadion mus
Dorcadion mus är en skalbaggsart som beskrevs av Wilhelm Gottlob Rosenhauer 1856. Dorcadion mus ingår i släktet Dorcadion och familjen långhorningar. Inga underarter finns listade i Catalogue of Life.